# Carlo Michelagnoli
Carlo Bartolomeo Baldassarre Michelagnoli (Signa, 22 agosto 1795 – Figline Valdarno, 26 novembre 1866) è stato un religioso e dirigente pubblico italiano.
Georgofilo illustre, cavaliere (commendatore) dell’Ordine cavalleresco religioso-militare di Santo Stefano, Carlo viene ricordato soprattutto per aver ricoperto per venticinque anni la carica di commissario dell’Istituto degli Innocenti anche se ebbe molti altri incarichi di rilievo. 

## Biografia
Carlo nasce da Antonio Michelagnoli e Luisa Parretti, sorella di Giovanni Battista Parretti vescovo di Fiesole, arcivescovo di Pisa e primate di Sardegna e Corsica.  
Carlo rimane orfano di padre quando ancora è un fanciullo insieme ai suoi tre fratelli (uno dei quali era Tommaso Michelagnoli, che fonderà insieme a Pasquale Benini la Fonderia di ferro di seconda fusione fuori la Porta S. Frediano presso il Pignone),  
L’amore per la madre, deceduta il 30 dicembre 1853, è testimoniato da una lunga epigrafe posta alla base del grande monumento funebre a lei dedicato che si trova nel chiostro della chiesa di Santa Maria Maddalena de’ Pazzi, in Borgo Pinti 58, dietro al Liceo Classico Michelangiolo. 
Carlo diventa sacerdote il 6 marzo 1819.
Nel 1819, Carlo Michelagnoli diventa insegnante nel Collegio Convitto nel Monastero dei Monaci Camaldolesi detto degli Angeli in via degli Alfani a Firenze, dietro all'Arcispedale di Santa Maria Nuova. Sotto di lui passano “alunni da ricordarsi, come il faentino Ghinassi e i due Ricasoli, Gaetano e Bettino, o il poeta Emilio Frullani, (figlio di Leonardo Frullani) nomi oggi non oscuri a nessuno”.
Nel 1824 diventa aiuto archivista (gratuito) dell’Arcispedale di S. Maria Nuova.
Il 4 Novembre 1825 viene nominato con regio rescritto al grado di Archivista; “[…] lì si può dire che egli incominciasse […] ad acquistarvi quella pratica e quel sapere, onde si ricorderà per lunghi anni. Sottostando si impara a soprintendere; né per lui furon vane lezioni queste, che gli insegnavano a trattare con gli impiegati, ceto difficile di persone, e ad osservare, inosservato dagli altri, i difetti e gli abusi”.
Nel 1829 il Michelagnoli viene nominato Aiuto del Commissario di S. Maria degli Innocenti. 
Nel 1836 viene eletto Commissario dell’Istituto degli Innocenti e rimane in carica per ben cinque lustri, fino al 7 aprile 1861 quando si dimette dal ruolo di commissario.
Ammalato di tubercolosi miliare muore il 26 Novembre 1866.
È sepolto nella cappella Ruspoli, nel cimitero della Misericordia.

## Il risanamento dello Spedale degli Innocenti
Dal libro Michelagnoli. Storia di una famiglia, che riassume dati provenienti da varie fonti ma principalmente dal libro di Mauro Ricci che riporta dati statistici di Luigi Passerini, si apprende che, quando il Michelagnoli diventò commissario, i trovatelli erano circa 1300 all’anno, ma sarebbero aumentati fino ad arrivare alla cifra astronomica di 2166 nel solo anno 1852, che equivale a dire sei nuovi bambini al giorno ("enorme cifra, né punto proporzionata all’aumento della popolazione").
Di pari passo con l’aumento degli innocentini, cresceva il debito dell’Istituto, ripianato puntualmente da parte del Governo del Granducato. Dopo la restaurazione lorenese (1814), nel decennio tra il 1820 e il 1830, i debiti crebbero inesorabilmente passando da 56.868 lire all’anno a 84.000 lire all’anno (di media). 
Così, quando, nel 1836, il Michelagnoli prese le redini dell’Istituto, si ritrovò un debito fuori controllo e in continuo aumento e un numero di "gettatelli" anch’esso in forte crescita.

### Cosa fece il Commissario Michelagnoli
Per migliorare l’amministrazione Carlo Michelagnoli agì su diversi fronti:
- Alienò otto fattorie (Tomarello, le Cure, Ugnano, Poppiano, le Capezzine, Palazzuolo, Radda e Spineto) che non portavano guadagno alcuno o il poco guadagno se ne andava via tutto nell’amministrazione complicata del bene stesso.
- Incentivò le donazioni: una delle sue trovate più efficaci fu quella di far ritrarre in un quadro i principali donatori. L’idea fu così gradita alla cittadinanza e al Governo, che il 5 marzo 1852 il principe decretava al commissario la facoltà di far dipingere i futuri benefattori che donassero mille scudi almeno alla santa istituzione.
- Alle prese con il risanamento economico della struttura, Carlo decise la più cospicua dismissione di beni artistici che nei secoli erano stati donati o commissionati per l’Istituto. L’approccio pragmatico del commissario favorì la vendita delle opere allora considerate meno importanti. Ma se, come detto, si alienavano le opere minori, contemporaneamente se ne iniziarono a classificare altre come inalienabili per il loro valore artistico, storico ed economico, e per le quali si pose la questione di come provvedere alla più conveniente conservazione. Nel 1853, in accordo con il Ministro degli Interni del Granducato di Toscana, si cominciò così a pensare alla realizzazione di una prima raccolta museale.
- Creò tre ospizi di deposito nel grossetano, uno in Arcidosso, uno a Scansano con succursale a Orbetello e uno a Massa con succursale a Campiglia, per ridurre la mortalità dei neonati che da quelle terre venivano portati fino allo Spedale di Firenze[4]
- Incentivò in vario modo la restituzione delle creature alle famiglie legittime (o legittimate, tramite matrimonio riparatore, sempre grazie all’azione persuasiva del Michelagnoli)
- Si preoccupò di favorire le adozioni stringendo rapporti con i privati ma al contempo vigilando su questi. A tal proposito imponeva visite periodiche da parte dei parroci o dei giusdicenti del paese per verificare le condizioni nelle quali gli innocentini erano tenuti. E capitava anche che decidesse di riprenderseli.
- Ideò le cosiddette "case agricole"[4] o colonie agricole per dare maggiore visibilità ai ragazzi affinché qualche contadino potesse prenderli come aiutanti scegliendo il Valdarno, zona storicamente con pochi affidamenti. Divise i ragazzi per fascia d’età e separò i più ricalcitranti a ben fare perché non fossero di cattivo esempio per gli altri. Marco Tabarrini, primo presidente del Consiglio di Stato di origine non piemontese, visitò due delle tre case, a distanza di cinque anni dalla loro istituzione, e ne decantò ai colleghi georgofili la funzione sociale e pedagogica.   L’argomento delle colonie, al tempo studiato ed ammirato, fu d’ispirazione per altre istituzioni analoghe, tra le quali merita ricordare la Scuola Agraria Castelletti fondata, nel 1859, da Leopoldo Cattani Cavalcanti, indipendentista e parlamentare del Regno d’Italia per ben cinque legislature[5], nonché discendente del poeta Guido Cavalcanti.
- Promosse la pubblica vaccinazione presiedendola

### Risultati ottenuti
Il commissario Carlo Michelagnoli ottenne importanti risultati sia dal punto di vista economico che dell'assistenza ai gettatelli.
"Così facendo, riuscì in quello che nessun altro prima di lui aveva ottenuto: invertì la tendenza. Il debito dell’Istituto iniziò a decrescere passando dalle 84.000 lire all’anno a 57.780 lire all’anno (di media) nel decennio 1830-40, per poi proseguire la discesa fino a 31.150 lire/anno nel decennio successivo (1840-50). Non dimentichiamo che gli innocentini erano in forte aumento, crescendo del 66% nel periodo in cui Michelagnoli fu commissario." 
Carlo riuscì a ridurre il costo per trovatello da 65 a 60 lire all’anno, che "moltiplicato per gli ottomilacinquecento bambini che popolavano lo Spedale, fu capace di ingenerare un risparmio notevole e duraturo".
Da notare che i risparmi ottenuti non furono fatti a discapito dell’assistenza. Tutt’altro:
- la mortalità dei gettatelli durante il mandato del Michelagnoli si dimezzò, passando dall’83% al 46%[3].
- il tasso di restituzioni dei figli ai genitori aumentò passando dal 7% al 17% all’anno[3] "in termini pratici significavano 850 bocche in meno da sfamare all’anno e altrettanti bimbi felici di esser finalmente parte di una famiglia[1]".

Fu artefice anche di alcuni cambiamenti significativi per migliorare l’autostima dei ragazzi:
- Abolì l’uniforme uguale per tutti, "perché non dovessero vergognarsi dimostrando dall’abito l’ignobilità della nascita[3]".
- Decise di assegnare a tutti un diverso cognome, "perché al pari di qualunque altro cittadino potessero annunziarsi a fronte alta[3]". Di lì in avanti ai trovatelli furono infatti dati cognomi di fantasia, spesso inventati dai parroci, dagli ufficiali di stato civile o dallo scrivano degli Innocenti (prima venivano assegnati cognomi quali “Innocenti” o “Degl’Innocenti” o “Nocentini”, ancora oggi molto diffusi a Firenze. Come nome veniva invece scelto quello del santo di quel giorno).

## Altri incarichi
Carlo Michelagnoli fu anche: 
- direttore dell’Ospizio di Maternità,
- commissario dell’Ospizio di Orbatello,
- commissario dell’Ospizio delle misere,
- promotore della pubblica vaccinazione,
- consulente per il riordino dello Spedale di Siena,
- consulente per il riordino dello Spedale di Lucca.

## Onorificenze
- Croce di San Giuseppe (conferita dal principe di Toscana)

- Commenda di grazia dell’ordine cavalleresco di S. Stefano (conferita dal principe di Toscana)
- Croce dei Santi Maurizio e Lazzaro (decorato dal re di Sardegna)
- Georgofilo illustre